# Dien Cornelissen
Gerardina Maria Paulina (Dien) Cornelissen (Oploo, 8 mei 1924 – Boxmeer, 25 mei 2015) was een Nederlands politica. Ze was lid van de Eerste Kamer en Tweede Kamer voor de Katholieke Volkspartij (KVP) en, vanaf 11 oktober 1980, de opvolger daarvan, het Christen-Democratisch Appèl (CDA).
Cornelissen behaalde in 1939 haar diploma voor de Mulo. In 1946 werd ze medewerker voor het districtsbureau voor de verzorging van oorlogsslachtoffers, en in 1948 voor de Stichting Maatschappelijk werk ten Plattelande.

Cornelissen zetelde vanaf 2 september 1958 in de gemeenteraad van Boxmeer. In 1962 werd ze lid van de Provinciale Staten van Noord-Brabant, en op 16 september 1969 van de Eerste Kamer der Staten-Generaal. Twee jaar later, op 21 september 1971, stapte ze over naar de andere kant van het Binnenhof, de Tweede Kamer der Staten-Generaal, waar ze haar mandaat beëindigde op 3 juni 1986. Tot 1990 was ze voorzitter van de sectie verpleeghuizen Nationale Ziekenhuisraad.
Dien Cornelissen overleed kort na haar 91e verjaardag.
- Biografisch Portaal: 33949553
- International Standard Name Identifier: 0000 0004 5285 8279
- Nederlandse Thesaurus van Auteursnamen: 393490963
- Parlement.com: vg09lle90rzs
- Virtual International Authority File: 317290928